# لويس إيزكيل ستودارد
لويس إيزكيل ستودارد (بالإنجليزية: Louis Ezekiel Stoddard)‏ هو لاعب البولو أمريكي، ولد في 25 يناير 1878 في نيو هيفن في الولايات المتحدة، وتوفي في 8 مايو 1951 في لوس أنجلوس في الولايات المتحدة.